# 希爾斯代爾 (伊利諾伊州)
希爾斯代爾（英語：Hillsdale）是位於美國伊利諾伊州羅克艾蘭縣的一個村落。

## 地理
希爾斯代爾的座標為41°36′37″N 90°10′25″W / 41.61028°N 90.17361°W，而該地最高點為海拔高度177米（即581英尺）。

## 人口
根據2010年美國人口普查的數據，希爾斯代爾的面積為1.75平方千米，當中陸地面積為1.67平方千米，而水域面積為0.08平方千米。當地共有人口523人，而人口密度為每平方千米298人。